# Leighfield
Leighfield is een civil parish in het bestuurlijke gebied Rutland, in het Engelse graafschap Rutland met 10 inwoners.